# Louis Antoine Fauvelet de Bourrienne

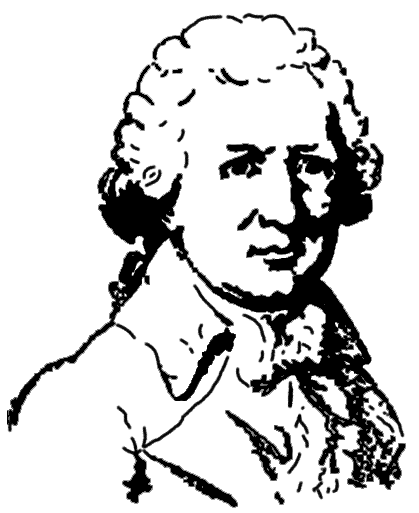
Louis Antoine Fauvelet de Bourrienne.

Louis Antoine Fauvelet de Bourrienne (19 de julio de 1769 - 7 de febrero de 1834), fue un Diplomático francés.

## Biografía
Educado en la escuela militar de Brienne, en la región de Champagne junto a Napoleón, entabló una relación amigable con él pese a los hábitos solitarios del futuro emperador de Francia. Sin embargo, el propio Bourrienne en sus memorias desmiente que existiera una gran amistad.
Tras abandonar Brienne en 1787 y no gustándole la carrera militar, Bourrienne partió hacia Viena. Allí llevó a cabo estudios en derecho y diplomacia y más tarde en Leipzig, cuando la revolución francesa estalló. No fue hasta la primavera de 1792 cuando Bourrienne volvió a Francia. En París retomó sus buenas relaciones con Napoleón, llevando ambos una vida bohemia propia de su posición a finales del siglo XVIII.
Poco después Bourrienne obtuvo un cargo diplomático en Stuttgart, lo que colocó su nombre en la lista de políticos emigrados (émigrés), de la que no sería borrado hasta noviembre de 1797. Sin embargo, después de los sucesos del 13 vendimiario (5 de octubre de 1795), volvió a París y se mantuvo junto a Napoleón, quien por aquel entonces era Segundo comandante del ejército. Bourrienne fue nombrado comandante de la armada de Italia. No obstante, Bourrinne no fue con Napoleón a Italia, aunque fue llamado por el victorioso general durante las largas negociaciones que siguieron con Austria (mayo-octubre de 1797) y donde sus conocimientos de leyes y diplomacia permitieron fijar los términos del Tratado de Campo Formio (7 de octubre).
El año siguiente acompañó a Napoleón a Egipto como secretario particular, viaje del que deja vivas impresiones en sus memorias. También acompañó a Napoleón en el agitado viaje de regreso a Fréjus (septiembre-octubre de 1799) y colaboró de alguna manera en el golpe de estado de Brumario (noviembre de 1799). Se mantuvo junto al nuevo Primer Cónsul hasta el otoño de 1802 cuando fue destituido al incurrir en tratos financieros de carácter cuestionable.
En la primavera de 1805 fue enviado a la ciudad libre de Hamburgo. Allí su misión era llevar a cabo las medidas de la guerra comercial emprendida contra Inglaterra, conocida como Sistema Continental, pero es sabido que no sólo vio las despóticas medidas tomadas con disgusto, sino que secretamente las relajó en favor de aquellos comerciantes que lo trataban con cariño. En la primavera de 1807, cuando Napoleón le ordena conseguir una enorme cantidad de capotes para el ejército, vio que la única manera de obtenerlos rápidamente era ordenándolos a Inglaterra. Después de amasar una considerable fortuna en Hamburgo, fue llamado de vuelta a Francia con deshonra a finales de 1810.
En 1814 se une a la causa realista, y durante los cien días (1815) acompañó a Luis XVIII a Gante. El resto de su vida no contiene más momentos destacables, falleciendo en Caen el 7 de febrero de 1834.

## Obras
- Memorias de Napoléon, Por M. de Bourrienne  Editadas Por C. M. de Villemarest (10 Vols., Paris,Francia; 1829-1831).
- Napoleón Íntimo, Memorias de Su Secretario Particular; Louis Antoine Fauvelet de Bourrienne  Casa Editorial Hispano-Americana (Buenos Aires, Argentina; 1930).
- Memorias de Napoléon: Escritas Por Él Mismo. Seguidas de Máximas y Pensamientos del Prisionero de Santa Elena  Editorial Desván de Hanta (España; 2022).